# Hermanos y detectives (sèrie de televisió)
Hermanos y detectives és una sèrie espanyola, adaptació de la sèrie argentina del mateix títol dirigida per Damián Szifrón, creador de la sèrie Los simuladores. Va ser realitzada per la productora Eyeworks-Cuatro-Cabezas per a la cadena Telecinco.
Es va estrenar el 4 de setembre de 2007 en l'horari de màxima audiència dels dimarts amb bons nivells d'audiència que, es van beneficiar encara més quan Telecinco va decidir traslladar la sèrie a l'horari de màxima audiència dels diumenges des del sisè capítol. Va ser líder d'audiència en quasi totes les emissions durant la primera temporada, la qual cosa va fer que la sèrie fóra renovada amb una segona.
L'estrena de la segona temporada va arribar el 14 de desembre de 2008 en la franja nocturna dels diumenges, després que Telecinco haguera anunciat la seua estrena mesos enrere per a octubre del mateix any. Amb dades d'audiència acceptables, però insuficients per a la cadena, la sèrie va ser traslladada, després de l'emissió de quatre capítols, a l'horari de màxima audiència dels divendres. Els nivells d'audiència van empitjorar, per la qual cosa Telecinco va cancel·lar de forma immediata la seua emissió, després d'haver programat tres capítols en la seua nova ubicació. D'aquesta manera, van quedar pendents d'estrena altres sis ja rodats i sense lloc clar en la programació televisiva.
El 28 de juliol de 2009, Telecinco va decidir recuperar els sis últims capítols de la segona temporada de la sèrie en l'horari de màxima audiència dels dimarts, per a la seua emissió en l'època estival. Així, van donar per conclosa la ficció de forma definitiva.

## Repartiment

### Personatges actuals
- Daniel Montero (Diego Martín): un dels protagonistes principals de la sèrie. Daniel és un oficial de rang menor membre de la Brigada d'Homicidis de la Policia que, immers en la trentena gaudeix de la tranquil·litat que li aporta una vida més que predictible. Viu sol en un xicotet apartament de lloguer i les seues relacions socials es redueixen a les que tenen lloc en el seu rutinari treball administratiu i a esporàdiques reunions amb els seus amics. L'arribada del seu germà Lorenzo a la seua vida serà el començament d'una nova etapa en la qual l'ajuda d'aquest en la resolució de diversos casos el convertirà en un dels policies més eficients de la brigada. Enamorat de Carmen, la cambrera del bar que sol freqüentar en el seu temps lliure. La seua relació amb ella l'enfronta amb el seu superior, el Comissari Serrano, el lloc del qual ocupa temporalment després de l'intent d'assassinat que sofreix aquest, tornant a la seua posició anterior al seu retorn.
- Lorenzo Montero (Rodrigo Noya):[3] el germà de Daniel, un xiquet dotat d'una intel·ligència prodigiosa i un do extraordinari per a la deducció. Orfe de mare al nàixer, després de la mort del seu pare viatja de l'Argentina a Espanya per posar-se a càrrec d'un germà major a qui no coneix i que al principi es mostra poc inclinat a aquest canvi en la seua vida, encara que a poc a poc acabarà per agafar-li afecte. Entusiasmat amb la professió de Daniel, Lorenzo mostrarà la seua perícia per resoldre els casos més complicats en fer ús de la seua lògica deductiva. Així es convertirà en el principal suport del seu germà en les nombroses ocasions en què Daniel es veja en un atzucac. Tot i això, la seua curta edat el fa vulnerable a les diverses situacions de la vida amb què es troba Per tal de superar-les, Lorenzo compta amb l'ajuda del seu germà. La nova vida de Lorenzo arriba a un punt i a part quan accepta una beca per estudiar en un centre de xiquets brillants al Canadà, del qual torna sis mesos després perquè enyora el seu germà i la seua afició per la resolució de casos policials.
- Javier Mansilla (Javier Cifrián): company de treball i amic de Daniel. Equilibra amb la seua positiva actitud entusiasta les seues nombroses limitacions, i sempre està a l'hora d'aixecar l'ànim. Odia profundament a Serrano, qui tampoc el té en estima, i se sent atret per la seua companya María, encara que aquesta no el correspon.
- Comissari Manuel Serrano (Álex Angulo): responsable de la brigada d'Homicidis de la comissaria on treballa Daniel. De personalitat cínica, materialista i amoral, està més preocupat per tancar els casos assignats al seu departament per tal de penjar-se medalles que de fer bé el seu treball. Després de l'ascens i trasllat de l'inspector cap de la seua brigada, assigna el càrrec a Montero després que aquest resolga un cas bastant complicat. Casat i amb un fill, manté una relació extramatrimonial amb Carmen, la qual dona per finalitzada abans de començar a eixir amb Daniel; és per això per la qual cosa el Comissari inicia una guerra personal contra el jove inspector cap, a qui comença a professar un enorme odi, molt major que el que ja li tenia des de feia temps a Mansilla, a qui considera massa incompetent per al seu treball.
Un atemptat contra la vida de Serrano és el detonant que destapa una tèrbola trama de corrupció en la qual el Comissari està involucrat juntament amb tres companys, que havien pres la decisió d'eliminar-lo en considerar-lo perillós per als seus interessos. Després de sobreviure a l'intent d'assassinat, i d'haver simulat un estat d'incapacitat mental durant setmanes, Serrano utilitza les seues influències per manar els seus antics socis a presó amb total impunitat i recuperar el seu lloc, ocupat fins aleshores per Montero, a qui durant els mesos següents fa la vida impossible, encara que el manté en la brigada per considerar-lo imprescindible.
Amb la intenció d'ascendir en la seua escalada de poder, Serrano presenta la candidatura a l'alcaldia de la ciutat amb la seua pròpia plataforma política, el CPS (Coalició Per la Seguretat). Compta amb l'ajuda de la recentment contractada directora de campanya, Inés Altolaguirre.
- Carmen Gómez (Marta Nieto): cambrera del bar on es reuneixen diàriament els membres de la brigada. Atractiva, espontània i dotada d'una forta personalitat, gràcies a la seua simpatia aconsegueix ser el centre d'atenció de tots i cadascun dels seus clients. És per qui sospira Daniel en secret. Ella també se sent atreta pel jove inspector, encara que manté una relació amb Serrano, la qual decideix donar per finalitzada abans de començar a eixir amb Daniel. Malgrat les amenaces del Comissari a tots dos, res impedeix que inicien el seu romanç.
- María Mendiluce (Inge Martín): un dels membres més eficients de la brigada. Immersa en la trentena, és bastant gelosa tant dels seus deures com dels seus drets i té un caràcter molt fort que demostra en la seua manera d'encaixar les bromes dels companys. Amb els qui millor es porta són Mansilla i Daniel, pel qual se sent atreta malgrat saber que ell sospira per una altra dona.
- Sergio Blasco (Manolo Solament): sotsinspector de la brigada, un dels graciosos de la unitat. Entre els seus entreteniments es troben assenyalar amb desvergonyiment els defectes de la resta i gastar bromes pesades. No és precisament un amant dels reptes. Davant casos complexos, sol deixar per a demà el que pot fer hui. És el millor amic de Zambrano.
- Pablo Zambrano (Víctor Clavijo): el més "vividor" dels membres de la brigada, dotat d'una forta actitud positiva davant els desafiaments que se li plantegen.
- Matías Kamijo (Joy Rodríguez): agent en pràctiques de la brigada i nebot de Serrano. Malgrat haver estat col·locat en el cos pel seu oncle no gaudeix de la confiança d'aquest, encara que no li falten ganes ni il·lusió per fer un esforç per destacar.
- Inés Altolaguirre (Belinda Washington): assessora d'imatge i cap de la campanya política de Serrano. Dona cultivada, independent, resolutiva i segura de si mateixa, concep el treball com la faceta més important de la seua vida, per la qual cosa farà l'impossible perquè el seu candidat guanye les eleccions.
- Lluvia (Miriam Corretja): nova tècnica en comunicacions de la comissaria. Amb un marcat vessant espiritual i oberta a qualsevol experiència mística, és una experta en tecnologies bolcada en mantenir el bon karma. La seua peculiar personalitat, juntament amb les seues extravagàncies combinen a la perfecció amb la intel·ligència de Lorenzo.

### Personatges que han abandonat la sèrie
- Fortunato Cebrián (Paul Loustau): sotsinspector de la Brigada d'Homicidis, qui més acompanya a Blasco en les seues bromes, sobretot si es tracta de prendre el pèl a María. Abandona el cos després de fer un viatge al Carib i muntar allí un quiosquet. El personatge va haver de desaparéixer a causa de la trista defunció de l'actor que l'interpretava en un accident de trànsit.

## Argument
La sèrie comença amb la història d'un policia administratiu, Daniel Montero, que rep com a herència fer-se càrrec d'un mig germà que no coneixia, Lorenzo Montero, un xiquet prodigi amb un coeficient intel·lectual de 200 que canvia la seua manera de viure i el seu treball. Després de l'arribada de Lorenzo, Daniel, amb l'ajuda del menut, queda a càrrec dels casos d'homicidis. Daniel té un company de treball, Javier Mansilla. Resolen els casos més cridaners gràcies a l'exploració i la deducció.
L'unitari té 10 capítols:

### Capítol 1: "El profesor Fontán"
Daniel coneix a Lorenzo. Al principi es nega a col·laborar en la custòdia del menor, però l'adopció no és optativa, sinó obligatòria.
Un professor de literatura (personificat per Luis Machin) assassina el seu alumne per robar una novel·la que ell considera "d'un veritable autor, no d'un alumne de literatura". Montero es disposa a descobrir l'assassinat, i durant la recerca de proves descobreix una veritat terrible, el professor Fontán era l'assassí a qui havia confiat per uns instants l'atenció del seu germà Lorenzo. Montero corre una carrera contra el temps per salvar el seu germà i atrapar l'assassí.

### Capítol 2: "El secreto de Roque Peralta"
A Daniel li donen el lloc de cap de brigada per resoldre el cas esmentat. Aquest fet complica les coses, ja que Daniel no és una persona molt intel·ligent i molt menys capacitada per dirigir. Lorenzo i Mansilla seran de gran ajuda per al desprotegit policia.
Una joieria s'incendia misteriosament. L'únic mort és el guàrdia de seguretat de l'edifici. Però no tot és el que sembla: Aquest "guàrdia de seguretat" resulta ser una persona en mal estat psíquic, a qui donen d'alta en el manicomi per tal d'involucrar-lo en el crim. El veritable crim el cometen la responsable del manicomi i un còmplice que volen robar una joia.

### Capítol 3: "El caso del asesino gordo"
Daniel ensenya a Lorenzo l'explotació que sofreixen certs xiquets per part d'algunes persones que pretenen d'ells l'èxit fàcil i el lucrament econòmicament. Daniel el prepara per a la derrota dient que aquest concurs estava arreglat. Quan finalitzava el programa, Lorenzo descobreix alguna cosa projectada en ombres i comença l'escena policial, tanquen el canal perquè ningú entre ni isca.
L'amo d'un reconegut canal de televisió és assassinat en el seu departament. Les úniques característiques que dona el testimoni són: "un home gros que coixejava". Aquest "home gros" resulten ser dos germans acròbates russos que increïblement havien unit els seus cossos per aconseguir aquestes característiques.

### Capítol 4: "El extranjero solitario"
Hi ha un campament per als fills dels policies, al qual Lorenzo acudeix, en Els Pins. Un estranger és misteriosament assassinat al poble d'Els Pins. Anys després, el misteri es resol gràcies a la intriga de Lorenzo pel cas. L'estranger era jueu, espia enviat a Espanya per descobrir els nazis refugiats, un d'aquests és l'assassí. A la fi, Lorenzo i Daniel es fan una mica més amics.

### Capítol 5: "La única heredera"
Un ancià milionari mor a sa casa. Hauria sofrit una mort natural, però la policia investiga el cas. Enmig de l'assumpte es troba l'única hereva, una bella dona (Nancy *Duplaa) involucrada en una sospita d'assassinat. L'hereva va resultar no ser la dona de l'ancià, sinó una còmplice del crim per heretar els diners d'aquest. La vertadera dona havia estat assassinada mesos abans pel còmplice masculí.

### Capítol 6: "El loco de la azotea"
Un franctirador assassina tres víctimes en diferents llocs. En realitat solament anava a buscar una presa, la segona. A les altres dues les va assassinar per amagar el seu crim. Quan es trobaven en plena investigació apareix una presumpta inspectora que havia de passar alguns dies amb ells per avaluar com vivia Lorenzo. Mansilla "contracta" Carmen per fer-se passar per la parella de Daniel i cobrir així la presència materna a la llar.

### Capítol 7: "Muerte en escena"
Els germans Montero (Daniel i Lorenzo) van a veure una obra de teatre. Mansilla havia convençut Daniel per festejar amb Carmen, però ella no va acceptar perquè estava festejant amb el subcomissari Serrano. Finalment, van anar al teatre Daniel, Lorenzo, Mansilla i Kamijo. Durant l'obra, el protagonista és assassinat per un dels seus companys. La bala havia estat canviada per un altre dels actors, a qui van desplaçar del paper principal per posar a la víctima.

### Capítol 8: "El enigma del otro Mundo"
Daniel, no sap on anar-se'n de pont, i fa temps que no es pren unes vacances. Mansilla li diu que en Peníscola, al costat del llac amagat, la seua família va heretar una casa de la seua iaia Agustina. Diu que és un paradís i que els seus pares el van engendrar allí una nit d'estiu, però Blasco i Fortunato li gasten una broma sobre els extraterrestres. Aquest fet desperta la intriga de Lorenzo pel lloc. Acaben anant guiats per un mapa que els havia fet Mansilla per poder arribar. Finalment donen moltes voltes sense saber on estan. Montero decideix parar en una cantonada per consultar el mapa, al qual qualifica textualment de "tortura psicològica cruel i refinada". Per sort els seguia un tinent de la Guàrdia Civil del poble, i els dona unes indicacions per arribar al lloc. Quan per fi arriben, es troben que la casa la tenien abandonada. Enfadat, aquest telefona a Mansilla i li diu que la casa és una ruïna, i que els pague un hotel. Però Mansilla veu a María flirtejant amb Kamijo i penja a Montero per tallar-los el rotllo. Al final Montero i Lorenzo arriben a una casa al camp i toquen, però no troben ningú.
Quan decideixen tornar al cotxe, Lorenzo va veure alguna cosa que el va sorprendre, una cremada d'herba estranya, com si ho hagueren cremat amb àcid. Quan Daniel vol arrencar el cotxe, s'adona que aquest no arrenca i s'enfada, perquè està a quilòmetres de Carmen, i aquesta deu estar amb Serrano, el seu amant. De sobte, veuen la propietària de la casa apropar-se. Montero li diu que no arrenca el cotxe i Erika, els convida a passar. Daniel telefona a la grua, i Erika els convida a sopar. En aquest sopar, Daniel s'adona que el marit d'Erika, Luis, ha desaparegut, però Erika defensa que va ser abduït per extraterrestres.
L'endemà acudeixen a la Guàrdia Civil per esbrinar una mica més sobre la desaparició de Luis. El tinent Nicolás, que era el responsable del cas, va dir que en el seu moment es va investigar, però no es va trobar res. No obstant això, l'endemà es troben el cos de Luis nu, en posició fetal, i amb el menovell de la mà dreta amputat. El metge del poble, va dir que la causa de la mort era una entrada d'oxigen en el torrent sanguini, que l'havia provocat un aneurisma. Daniel i Lorenzo, es posen a investigar, encara que estan de vacances i aquest lloc no entra dins de la seua jurisdicció.

### Capítol 9: "Los minutos antes de morir"
Un motorista del videoclub acudeix al recinte El Paradís per portar una pel·lícula porno a Leonardo Cuesta. El conserge diu que respecte la velocitat, perquè la brega és per a ell. La velocitat és de 20 km per hora, per la qual cosa es tarda exactament 10 minuts a arribar a la casa dels Cuesta. En arribar el xaval del videoclub, troba la porta entreoberta, quan l'obri, el gos ix espantat, i troba el cadàver de Leonardo Cuesta, amb una ganivetada en la panxa. També hi ha un sofregit en el foc.
D'altra banda, Carmen té una cita amb Serrano, però en arribar aquest, li diu que no pot perquè està casat. Daniel s'assabenta que és l'aniversari de Carmen, i la convida a sortir quan el crida Blasco per l'assumpte del cas de l'home apunyalat. L'endemà, Daniel convida Carmen a sopar, però aquesta, se'n va amb Serrano. En assabentar-se convida María a unes copes. Torna a casa com un cep, i s'enrotlla amb María. L'endemà, María ve a la comissaria sense la cinta del pèl i Serrano ve molt alegre. Mansilla confessa a Daniel que li agrada María, i li demana a Daniel que li parle d'ell. Quan interroguen quatre persones de l'àmbit del mort, tots quatre confessen alhora haver matat a Leonardo Cuesta. Per això, Blasco fa una porra, per apostar qui creuen que és l'assassí.

### Capítol 10: "Tiempos difíciles"
Lorenzo sofreix la discriminació i el rebuig per part dels xiquets del barri. S'enamora d'una d'elles, anomenada Valentina (Lucía Ramos). El conviden a la festa d'aniversari de Valentina i l'enganyen dient-li que era una festa de disfresses. És l'únic que va ridículament disfressat, de Talp Gigio, convertint-se en la burla de tots.
Un empresari apareix mort en una pila d'arena enmig d'una obra en construcció, amb una bala en l'esquena. La veritat és que, al veí de davant se l'havia disparat una arma que va posar fi a la vida de l'empresari. Va caure des del seu departament, en un camió de bolquet que portava arena a aquesta obra.

### Capítol 11: "El grupo de los cuatro"
El subcomissari Serrano està involucrat en "una "màfia" de comissaris. Daniel presencia un assalt a aquest subcomissari que acaba amb una ferida de bala que deixarà al policia com a principal sospitós. Daniel i Carmen comencen a eixir junts, ell no s'anima a prendre la iniciativa i són les paraules de Mansilla les que l'ajuden a enfrontar la seua por al rebuig.

### capítol 12: "El Profesional"
D'altra banda, Daniel rep una inesperada proposta per substituir a Serrano dins de la comissaria. Aclaparat encara pel seu nou càrrec, el jove detectiu rep una nova notícia: una beca per a Lorenzo en un programa de xiquets superdotats al Canadà. Serrano encara no serà processat, però sí que ho seran la resta de policies corruptes en cas que aprareguen suficients testimonis. Un d'ells decideix prendre cartes en l'assumpte i contracta un assassí a sou (Alberto Sant Joan) per evitar-ho. Daniel és reclòs sota protecció per garantir la seua seguretat, però és Lorenzo qui corre més perill. Mentrestant, Serrano buscarà en el xantatge la possibilitat de sortir impune de les seues activitats il·legals.
A més, l'episodi compta amb la presència del prestigiós actor Alberto Sant Joan, que torna a la pantalla petita de la mà d'Hermanos y detectives' per interpretar a Dalmasso, un assassí extremadament efectiu i professional que actua sense cap mena de remordiments.

### Capítol 13: "El final"
Últim capítol de la sèrie en el qual es resolen dues grans incògnites. La primera és el segrest de Lorenzo per un sicari. Finalment, Daniel aconsegueix rescatar-lo amb l'ajuda de María. La segona, el viatge al Canadà de Lorenzo per assistir a una escola de superdotats. Tothom acomiada al jove talent que s'embarca en una nova aventura. A més, Serrano torna al seu lloc i queda exempt de tota culpa. D'aquesta forma, acaba una temporada de 'HyD' emocionant, divertida i en la qual no hem tingut un moment de respir amb les trames resoltes per Lorenzo i Daniel, juntament amb Mansilla i companyia.

## Episodis i audiències
En aquesta taula figura la mitjana de les audiències per cada temporada en milions d'espectadors i el percentatge de share
| Temporada | Capítols | Espectadors | *Share |
| --------- | -------- | ----------- | ------ |
| Primera   | 1–13     | 3.418.000   | 20,4%  |
| Segona    | 14-26    | 1.686.000   | 13,3%  |
| Total     | 1-26     | 2.552.000   | 16,8%  |